# Organisations considérées comme terroristes par le gouvernement du Canada
Le gouvernement du Canada publie quatre listes différentes d'organisations et de personnes qu'il juge terroristes.

## Selon leCode criminel
Organisations considérées comme terroristes par le gouvernement du Canada selon la Loi antiterroriste.
- Abu Sayyaf 12 février 2003
- Al Chabaab 5 mars 2010
- Al Jihad 23 juillet 2002
- Al-Ittihad al-Islami 23 juillet 2002
- Al-Qaïda 23 juillet 2002
- Ansar al-Islam 17 mai 2004
- Armée islamique d'Aden 27 novembre 2002
- Asbat al-Ansar 27 novembre 2002
- Association mondiale tamoule 13 juin 2008
- Aum Shinrikyo 10 décembre 2002
- Autodefensas Unidas de Colombia 2 avril 2003
- Avant-garde de la conquête 23 juillet 2002
- Babbar Khalsa et Babbar Khalsa International 18 juin 2003
- Brigade des martyrs d'Al-Aqsa 2 avril 2003
- Ejército de Liberación Nacional (ELN) 2 avril 2003
- Euskadi Ta Askatasuna (ETA) 2 avril 2003
- Fédération internationale de la jeunesse sikh 18 juin 2003
- Front de libération de la Palestine (FLP) 13 novembre 2003
- Front populaire de libération de la Palestine (FPLP) 13 novembre 2003
- Front populaire de Libération de la Palestine-Commandement général (FPLP-CG) 13 novembre 2003
- Fuerzas armadas revolucionarias de Colombia (FARC) 2 avril 2003
- Gamaa al-Islamiya (Égypte) 23 juillet 2002
- Corps des gardiens de la révolution islamique 19 juin 2024 [3]
- Groupe islamique armé (GIA) 23 juillet 2002
- Groupe salafiste pour la prédication et le combat (GSPC) 23 juillet 2002
- Gulbuddin Hekmatyar 24 mai 2005
- Hamas (Harakat Al-Muqawama Al-Islamiya) 27 novembre 2002
- Harakat ul-Mujahidin 27 novembre 2002
- Hezb-e-Islami Gulbuddin 23 octobre 2006
- Hezbollah 10 décembre 2002
- Jaish-e-Mohammed 27 novembre 2002
- Jemaah Islamiyah (Indonésie) 2 avril 2003
- Jihad islamique palestinien 27 novembre 2002
- Kahane Chai (Kach) 24 mai 2005
- Lashkar-e-Jhangvi 18 juin 2003
- Lashkar-e-Toiba 18 juin 2003
- Mouvement islamique d'Ouzbékistan 2 avril 2003
- Mujahedin-e Khalq 24 mai 2005
- Organisation Abou Nidal 2 février 2003
- Parti des travailleurs du Kurdistan (PKK) 10 décembre 2002
- Partido Comunista del Peru Sendero Luminoso 12 février 2003
- Tigres de libération de l'Îlam tamoul 8 avril 2006

## Selon leBureau du surintendant des institutions financières
Le BSIF fait paraître une liste.

## Suivant le Règlement d’application des résolutions des Nations Unies sur la lutte contre le terrorisme
À la suite de la résolution 1373 de l'ONU, le Canada a établi cette liste :
- Khalid Shaikh Mohammed
- Ahmed Al-Mughassil
- Ali Al-Houri
- Ibrahim Al-Yacoub
- Abdel Karim Al-Nasser
- Imad Mugniyah
- Hassan Izz-Al-Din
- Ali Atwa
- Real Irish Republican Army
- Revolutionary Nuclei (Epanastatikos Laikos Agonas)
- Organisation révolutionnaire du 17-Novembre
- DHKP-C
- Holy Land Foundation for Relief and Development
- Beit el-Mal Holdings
- Al Aqsa Islamic Bank
- Continuity Irish Republican Army
- Grupos de Resistencia Antifascista Primero de Octubre
- Loyalist Volunteer Force
- Orange Volunteers
- Red Hand Defenders
- Ulster Defence Association, Ulster Freedom Fighters
- Communist Party of the Philippines, New People's Army
- José Maria Sison (alias Armando Liwinag)
- Ahmed Ismail Yassin
- Imad Khalil Al-Alami
- Usama Hamdan
- Khalid Mishaal
- Musa Abu Marzouk
- Abdel Azia Rantisi
- Comité de bienfaisance et de secours aux Palestiniens (CBSP)
- Association de secours palestinien (ASP)
- Palestinian Relief and Development Fund (Interpal)
- Sanabil Association for Relief and Development
- Al-Aqsa Foundation
- Assad Ahmad Barakat
- Elehssan Society